# I lagens skugga
I lagens skugga (originaltitel Gabriel's Fire), amerikansk TV-serie från 1990 till 1991.
Huvudrollen Gabriel Bird spelades av James Earl Jones. Bird är en livstidsdömd f.d. polis. När en advokat av en slump får reda på att han blev oskyldigt dömd, ser hon till att han blir fri från fängelset. Hon anställer sedan honom som privatdetektiv i sin verksamhet. TV-serien utspelade sig i Chicago, och visade delvis tillvaron som mycket dyster.
Jones kom att upprepa rollen som Bird i TV-serien Dubbeldeckarna.

## I rollerna
- Gabriel Bird - James Earl Jones
- Jamil - Brian Grant
- Victoria Heller - Laila Robins
- Louis Klein - Dylan Walsh
- Josephine - Madge Sinclair